# Волжский народный хор
Волжский народный хор (полное название Государственный академический Волжский народный хор имени П. М. Милославова) был создан решением Правительства РСФСР в феврале 1952 года в Самаре (тогда в Куйбышеве). Первым художественным руководителем и основателем был Пётр Михайлович Милославов. В основу творчества хора легла народная культура Поволжья.

## Репертуар
Концертные программы:
- «Легенды седых Жигулей» —  спектакль на основе фольклорного песенного и музыкального материала;
- «Эх, Самара-городок!»;
- «Волгари поют»;
- «Созвездие солистов»;
- «Музыка без времени» — оркестровая концертная программа;
- «Концерт, посвященный творческой деятельности Петра Милославова»;
- «Концерт, посвященный творческой деятельности Григория Пономаренко»;
- «Концертная программа, посвященная Дню Великой Победы»;
- «Русская зима»;
- Духовная программа.

Программы для детей:
- «Аленький цветочек» — литературно-музыкальная спектакль;
- «Царевна-лягушка» — вокально-хореографический спектакль;
- «Садко» — вокально-хореографический спектакль.

## История хора
Волжский народный хор был создан в феврале 1952 года решением Правительства РСФСР, и Пётр Милославов стал основателем и его первым художественным руководителем. Собиратель, ценитель, исследователь выразительных волжских напевов, он осуществил уникальную для своего времени расстановку артистов хора на сцене таким образом, что с любого места в зале прослушивается вся хоровая палитра, все тембры, сливающиеся в мощное хоровое звучание. Удивительно мягкая полуакадемическая манера пения – вот главная особенность Волжского хора. Забыть такое пение невозможно.
Волжский русский народный хор создавался как профессиональный коллектив Поволжья для пропаганды культуры народов, проживающих по берегам великой реки Волги. Новое необычное направление привлекло в хор - «хор нового типа» - в период его комплектования много молодых людей. Приехав в Куйбышев, Пётр Милославов имел сложившиеся представления о том, каким должен быть народный хор, и именно в Куйбышеве Милославову представилась возможность воплотить свои теоретические наработки по созданию неординарного коллектива в жизнь.
Осенью 1952 года молодой коллектив хора показал зрителям свою первую программу. Проба на зрительское восприятие прошла сверх всяких ожиданий, слушатели удивленно и горячо приняли то выступление. Спустя почти два месяца хор получил статус государственного и право на публичные выступления... Через год Волжский народный хор завоевал любовь всей страны, а через 5 лет он покорил сцену театра Шатле во Франции.
С первого дня историю коллектива творили уникальные личности. На их опыте до сих пор учатся творческие люди. Основатель коллектива, Пётр Милославов, организовал площадку, где мэтры народного искусства могли свободно импровизировать, ставить творческие эксперименты. Именно благодаря такому подходу в Волжском народном хоре сформировалась команда талантливейших музыкантов. Плоды их деятельности актуальны и сегодня.
Здесь в разные исторические периоды работали поэты-песенники Вениамин Бурыгин и Виктор Боков, композиторы Михаил Чумаков и Григорий Пономаренко, солистка Валентина Михайлова. Именно в Волжском народном хоре известная певица Екатерина Шаврина начинала свою певческую карьеру. Неудивительно, что такая среда способствовала появлению множества песен, ставших народными. Среди них знаменитая «Белоснежная вишня», которую позже взяла в свой репертуар Людмила Зыкина. В 1970 г. в прославленный коллектив пришел гениальный балетмейстер Вячеслав Модзолевский, полностью изменивший развитие народного танца. С его появлением Волжский народный хор стал объектом для подражания среди многих народных коллективов.
В числе многих талантливых людей, работавших в Волжском хоре, стоит отметить художественного руководителя заслуженного деятеля искусств РФ Владимира Пахомова. Будучи убежденным последователем Петра Милославова он сохранил особенную манеру пения Волжского хора, написал множество аранжировок, поднял и обработал целый пласт народных песен Самарской области, создал программу духовных песен, тем самым Владимир Пахомов значительно обогатил репертуар Волжского хора.
...Народные песни и танцы - сотни маленьких шедевров, - составляют мощный пласт российской культуры. Это то, что называют культурным наследием. Носителями этой культуры, гарантами их сохранности, приумножения и продолжения песенной и танцевальной традиции из поколения в поколение являются народные хоровые коллективы. Государственный Волжский русский народный хор имени П.М. Милославова - один из самых ярких среди них. В репертуаре коллектива собраны песни и танцы народов Поволжья, они сверкают со сцены алмазами народного творчества.
В настоящее время Государственный Волжский русский народный хор является коллективом, который на высоком профессиональном уровне представляет богатейшее песенное наследие народов Поволжья. Успех Волжского народного хора объясняется высокой степенью культуры исполнения, отточенностью, филигранной отделкой всех деталей как вокального, инструментального, так и танцевального произведения. Именно этим всегда отличается настоящее искусство!
Государственный Волжский русский народный хор им. П.М. Милославова имеет собственную книгу, в ней изложена богатая история коллектива. Автором книги является Елена Попова, много лет проработавшая в хоре. Книга вышла тиражом всего 500 экземпляров. Весь тираж разойдется по библиотекам и музеям, часть подарят ветеранам хора, несколько книг уйдет в Канаду.

## Известные артисты
- Бурыгин, Вениамин Петрович — советский российский поэт-песенник (автор более 500 песен), певец, исполнитель русских народных песен.
- Пономаренко, Григорий Фёдорович  — советский российский композитор, баянист. Народный артист СССР (1990).

## Награды
- Почётная грамота Президиума Верховного Совета РСФСР (1968)[1].